# Bára Oborná
Bára Oborná (* 12. Januar 2000) ist eine tschechische Volleyballspielerin.